# Darkseed
Darkseed — німецький метал-гурт із Мюнхена, утворений в 1991 році.

## Історія
Гурт вперше заявив про себе у 1991 році, коли вони пробували себе в стилі дет-метал, але поступово звучання змінювалося на мелодійніше, додавалися електронні семпли, внаслідок чого гурт змінив стиль на готик-метал і дум-метал.
Усе почалося з того, що двоє друзів дитинства — Штефан Хертріх і Гаральд Вінклер, придбали собі перші музичні інструменти — бас-гітару та барабани. Спочатку вони грали пісні Venom і Metallica, не створивши групу і назву для неї. Початком Darkseed можна вважати літо 1992 року, коли в групу влився гітарист Яцек Дворок.
У той час Дворок навчався гри на гітарі у Крістіана Бістрона (зараз грає в Megaherz), у якого була своя невелика студія, де колектив записав своє перше демо і була вигадана назва — запозичена від комп'ютерної гри.
У 1993 році в гурт був запрошений ще один учасник — Таркан Дюраль на ритм-гітару, а Хертріх став вокалістом. У цьому складі Darkseed дали перший концерт у Мюнхені. Після запису ще одного демо Таркана поїхав жити до Туреччини, а його змінив Енді Векер, шкільний приятель Хертріха. Узимку 1994 року Darkseed грали на розігріві у Anathema, після чого отримали перший контракт, що був із Invasion Records.
Через суперечки до весни 1995 року в гурті залишився один Хертріх, який і далі складав пісні. Все закінчилося тим, що в групу повернувся Гаральд Вінклер, і був записаний другий мініальбом Romantic Tales Part II, який так і не був опублікований. У листопаді повернувся Енді Векер, а також з'явилися гітарист Томас Херман та басист Ріко Гальвано.
У травні 1996 року гурт підписує контракт із Serenades Records і працюють над новим альбомом, куди увійдуть п'ять нових і шість старих композицій, під назвою Midnight Solemnly Dance. Далі була пропозиція від звукозаписної компанії — Nuclear Blast, яка відкрила перед колективом більші можливості — гурт грав на великих європейських концертах із Samael, Moonspell та Crematory.
Але невдовзі з гурту пішли Гаральд та Енді (наприкінці серпня 1998 року, після року хвороби, Енді Вікер помер від раку). Але вже до середини весни гурт у складі Хертріха, Херманна, Гальваньо, гітариста Деніеля Кірштайна та барабанщика Віллі Вурма розпочали запис нового альбому Spellcraft.
Через рік, випустивши альбом, вирушають в одне з найсерйозніших турне з такими групами, як Lacrimosa, Secret Discovery. Кірштайн покидає гурт, і через пів року пошуків заміни Тома Гілхера прийняли.
Одразу розпочалася робота над новим матеріалом — Give Me Light вийшов лише у березні 1999 року, але повна відсутність реклами дуже вплинула на концертну діяльність. Гурт дав лише чотири живі виступи на рік, через що з колективу пішли Ріко та Віллі, для яких концерти були головними.
Згодом Віллі Варм допоміг запису ударних на одному з альбомів, але основну роботу Хертріх і Херманн зробили удвох, а звучання Darkseed змінилося, оскільки поєднали метал і електроніку. Через сильну зайнятість учасників у інших проєктах та вічний добір музикантів для виступу, вирішили на якийсь час призупинити діяльність.

## Сайд-проєкти учасників
Крім цього колективу, Штефан Хертріх співає в гуртах Betray My Secrets та Spi-ritual.
Хертріх також брав участь у проєкті Sculpture спільно з Лотте Форстом, колишнім гітаристом та бек-вокалістом німецького гурту Crematory, де вони випустили один альбом у 1999 році.

## Музика
Спочатку Darkseed виконували мелодійний дез-метал, згодом додавши у свою музику електронні семпли й пішовши в напрямі готик- і дум-металу, через що багато критиків після виходу альбому Spellcraft порівнювали музику колективу з творчістю Paradise Lost.

## Склад гурту

### Колишні учасники
- Stefan Hertrich — вокал, продюсування (1992—2003, 2004—2006)
- Harald Winkler — барабани (1992—1996), вокал (2008—2012)
- Mike Schmutzer — вокал (2012—2015)
- Andi Wecker — гітари (1992–†1998)
- Jacek Dworok — гітари (1992—1995)
- Thomas Herrmann — гітари (1995—2006, 2008—2015)
- Tom Gilcher — гітари (1999—2006, 2008—2015)
- Rico Galvagno — бас-гітара (1995—1999)
- Martin Motnik — бас-гітара (2003—2006)
- Michael Behnke — бас-гітара (2009—2015)
- Maurizio Guolo — барабани (2004—2006, 2008—2015)
- Armin Dörfler — клавішні (2003—2006, 2008—2015)

## Дискографія

### Альбоми
- Romantic Tales — 1994
- Midnight Solemnly Dance — 1996
- Spellcraft — 1997
- Give Me Light — 1999
- Diving Into Darkness — 2000
- Astral Adventures — 2003
- Ultimate Darkness — 2005
- Poison Awaits — 2010